# Kevin O'Rourke
Kevin O'Rourke (Portland (Oregon), 25 januari 1956) is een Amerikaans televisie/theateracteur.

## Biografie
O'Rourke is geboren in Portland maar is opgegroeid in Tacoma (Washington) in een gezin van acht kinderen. Hij doorliep de high school aan de Williams College in de staat Massachusetts en haalde in 1978 zijn diploma in theaterwetenschap en bleef sindsdien aan de oostkust wonen.
O'Rourke begon in 1981 met acteren voor televisie in de film Tattoo. Hierna heeft hij nog meerdere rollen gespeeld in films en televisieseries zoals Remember WENN (1996-1998), Riding in Cars with Boys (2001), The Aviator (2004), One Life to Live (2008-2010) en Boardwalk Empire (2010-2011). Voor zijn rol in de televisieserie Remeber WENN werd hij met zijn cast in 1997 genomineerd voor een Screen Actors Guild Award in de categorie Beste Cast in een Televisieserie.
O'Rourke is tevens actief als voice-over voor commerciële en industriële filmpjes in het hele land. Hij is getrouwd en heeft hieruit twee zonen, en leeft met zijn gezin in de staat New York.

## Filmografie

### Films
Uitgezonderd korte films.
- 2022 Cryptid - als Darren Wilmore
- 2020 An American Pickle - als Dane Brunt
- 2019 The Irishman - als John McCullough
- 2017 Imitation Girl - als Larry
- 2015 Freeheld - als Dan Wickery
- 2004 The Aviator – als Spencer Tracy
- 2001 Riding in Cars with Boys – als gevangenis bewaker
- 1999 Deep in My Heart – als Robert Cummins
- 1998 Rear Window – als Roy Mason
- 1997 Turbulence – als Mark Pavone
- 1992 With Murder in Mind– als Ted Sloan
- 1991 Deception: A Mother's Secret – als ??
- 1991 Ironclads – als luitenant Joe Smith jr.
- 1991 The Julie Show – als Tony Barnow
- 1988 Vice Versa – als Brad
- 1988 Gandahar – als metalen man (Engelse versie)
- 1987 The Bedroom Window – als politieagent
- 1981 Tattoo – als Texaan

### Televisieseries
Uitgezonderd eenmalige gastrollen.
- 2011 - 2020 Blue Bloods – als Walter Donahoe – 4 afl.
- 2015 - 2018 Madam Secretary - als Chip Harding - 2 afl.
- 2016 Outsiders - als sheriff Tom Weinike - 5 afl.
- 2014 Veep - als Blake Stewart - 2 afl.
- 2010 – 2013 Boardwalk Empire – als Edward Badar – 21 afl.
- 2012 Unforgettable - als Jack Feeney - 1 afl.
- 2008 – 2010 One Life to Live – als Stan Lowell – 33 afl.
- 2000 – 2001 Law & Order: Special Victims Unit – als Sam Tiffany – 2 afl.
- 1996 – 1998 Remember WENN – als Scott Sherwood – 34 afl.

### Theaterwerk opBroadway
- 1990 Cat on a Hot Tin Roof – als Gooper
- 1988 Spoils of War – als Lew
- 1984 – 1985 Alone Together – als Elliot Butler

- Library of Congress Control Number: no2019014455
- Virtual International Authority File: 5372154923708663780009